# Sede Nachum
Sede Nachum (hebr. שדה נחום; ang. Sde Nahum; pol. Pole Nachuma) – kibuc położony w Samorządzie Regionu Emek ha-Majanot, w Dystrykcie Północnym, w Izraelu.

## Położenie
Kibuc Sede Nachum jest położony na wysokości 85 metrów p.p.m. w intensywnie użytkowanej rolniczo Dolinie Bet Sze’an, u podnóża masywu górskiego Gilboa w Dolnej Galilei. Okoliczny teren łagodnie wznosi się w kierunku północnym na płaskowyż Ramat Cva'im, z którego spływają w kierunku osady dwa strumienie Pachat i Nachum. Łączą się one na południe od kibucu z rzeką Charod, która spływa na wschód do depresji rzeki Jordan. W okolicy są liczne stawy hodowlane oraz tereny rolnicze. W jego otoczeniu znajduje się miasto Bet Sze’an, kibuce Mesillot, Nir Dawid, Bet Alfa, Bet ha-Szitta i Chamadja, moszaw Bet Josef, oraz wieś komunalna Moledet. Na północny wschód od kibucu jest strefa przemysłowa Cewa'im, a na południowy wschód jest strefa przemysłowa Bet Sze’an.
Sede Nachum jest położony w Samorządzie Regionu Emek ha-Majanot, w Poddystrykcie Jezreel, w Dystrykcie Północnym Izraela.

## Demografia
Większość mieszkańców kibucu jest Żydami:

## Historia
Pierwotnie w okolicy tej istniała arabska wieś As-Sachina. Została ona wysiedlona i zniszczona przez żydowskich żołnierzy Hagany w dniu 12 maja 1948 roku podczas wojny domowej w Mandacie Palestyny. Dużo wcześniej tutejsze grunty wykupiły od arabskich mieszkańców żydowskie organizacje syjonistyczne.
Grupa założycielska kibucu zawiązała się w 1929 roku. Byli to absolwenci żydowskiej szkoły rolniczej Mikwe Jisra’el, którzy początkowo osiedlili się w rejonie osady Riszon le-Cijjon, gdzie zdobywali praktyczne doświadczenie. W dniu 5 stycznia 1937 roku założyli nowy kibuc, który nazwali HaSadeh (hebr. השדה). Potem zmieniono nazwę na cześć jednego z liderów ruchu syjonistycznego, Nachuma Sokołowa. Była to typowa osada rolnicza, otoczona obronną palisadą, i z wieżą obserwacyjną. Przez pierwsze lata osada cierpiała na niedobór wody pitnej. Sytuacja ta uległa zmianie po I wojnie izraelsko-arabskiej. Po wojnie kibuc przejął część gruntów rolnych zniszczonej wsi arabskiej al-Murassas. W kolejnych latach osiedlili się tutaj imigranci z Austrii, Polski i Niemiec. W latach 90. XX wieku do kibucu przyjechała grupa imigrantów z krajów byłego ZSRR. Pod koniec lat 90. kibuc przeszedł przez proces prywatyzacji, zachowując kolektywną organizację instytucji kultury, edukacji i ochrony zdrowia. W 2003 roku w północnej części kibucu wybudowano nowe osiedle mieszkaniowe HaBanim. W pierwszym etapie wybudowano 51 domów jednorodzinnych. Planuje się wybudowanie kolejnych 52 domów.

## Kultura i sport
W kibucu znajduje się ośrodek kultury z biblioteką, basen kąpielowy, sala sportowa z siłownią, korty tenisowe oraz dwa boiska do piłki nożnej.

## Edukacja i religia
Kibuc utrzymuje przedszkole. Starsze dzieci są dowożone do szkoły podstawowej w kibucu Mesillot i szkoły średniej w kibucu Newe Etan. Kibuc posiada własną synagogę.

## Gospodarka i infrastruktura
Gospodarka kibucu opiera się na intensywnym rolnictwie, sadownictwie i stawach hodowlanych. Z przemysłu znajduje się tutaj zakład Avdat Plastik Products produkujący opakowania z tworzyw sztucznych. W kibucu jest sklep wielobranżowy, pralnia, stacja benzynowa i warsztat mechaniczny.

## Wojsko
Na północny wschód od kibucu znajduje się baza wojskowa Sił Obronnych Izraela, w której prawdopodobnie mieszczą się wyrzutnie rakiet Chetz-2.

## Transport
Z kibucu wyjeżdża się na południe na drogę nr 71, którą jadąc na wschód dojeżdża się do miasta Bet Sze’an i dalej do skrzyżowania z drogę nr 90, lub jadąc na zachód dojeżdża się do skrzyżowania z drogą nr 669 i dalej do kibucu Bet ha-Szitta. Drogą nr 669 jadąc na południe dojeżdża się do kibuców Chefci-Bah i Beit Alfa.